# Vechmaal
Vechmaal is een dorp in het zuiden van de Belgische provincie Limburg en een deelgemeente van Heers, het was een zelfstandige gemeente tot aan de gemeentelijke herindeling van 1971 toen het samen met Horpmaal aangehecht werd bij Heks, waarna deze in 1977 allen deelgemeenten werden van Heers.
Ten westen van de dorpskern ligt nog het gehucht Sint-Pieters-Heurne waarvan de kern in 2006 als beschermd dorpsgezicht werd aangewezen.

## Etymologie
De oudste vermelding van Vechmaal stamt uit 1044 als Femala. Latere spellingen zijn Fermale (1092), Fesmama (1100) en Fimmala (1210). De betekenis van het  voorvoegsel is onbekend. Het achtervoegsel heeft betrekking op maal of dingplaats en is Germaans van oorsprong.

## Geschiedenis
In het zuiden van het gebied van Vechmaal liep de heerbaan van Tongeren naar Bavay. In 1897-1898 werd een Romeinse begraafplaats opgegraven. Hier werden veel potten gevonden en een bronzen penning met keizer Postumus. Ook de Tumulus van Vechmaal stamt uit die tijd (1e of 2e eeuw na Chr.). Tussen de Brugstraat en de Tongersestraat (Walenveld) werden in 1987-1988 de resten van een Romeinse villa opgegraven die 15 bij 40 meter mat, vermoedelijk vanaf 70 na Chr. bewoond was en ook in de 2e en 3e eeuw nog bewoning kende. Het was een gebouw in vakwerk met een onderbouw van silex.
In de buurt van de tumulus (Zouwveld) werd in 1989-1990 eveneens een villarestant opgegraven. Deze werd in de 2e en 3e eeuw bewoond en omstreeks 275 na Chr. door brand verwoest.
In de middeleeuwen was Vechmaal persoonlijk bezit van de Graven van Loon, vanaf 1366 het Prinsbisdom Luik. Thilmannus filius (zoon van) Gerhard de Guyghoven /Gudeghoven/Gutschoven relevatit 11 bonuaria terre apud de Vichtmale 1380. In het jaar 1373 werd reeds Thilmannus als filius zoon van Gerardi Gutz, de Gudeghoven/Gutschoven genoemd. Zij kwamen voort uit het geslacht Lewis van Heers. (Bron; Le livre de Fiefs du comte de Looz,  sous Jean D' Arkel blz. 163 en 210.) De ridders van Henisdaal, dat wel een heerlijkheid was binnen de grenzen van Vechmaal, tooiden zich ten onrechte met de titel Heer van Vechmaal. Wel werd Vechmaal in 1616 uitgegeven aan de familie Van Henisdaal. In 1771 kwam Vechmaal aan kanunnik, later prins-bisschop Franciscus Karel van Velbrück en in 1784 aan Graaf d'Ansembourg.
Vechmaal had vooral te lijden van Franse troepen, zoals die van Lodewijk XIV van Frankrijk, zoals in 1677. Ook in 1693 plunderden Franse troepen dorp en kerk. Ze veroorzaakten een epidemie van dysenterie. Omstreeks 1703 brandden Franse troepen een aantal huizen af.
De parochie van Vechmaal is zeer oud. Het zou een afsplitsing zijn van de parochie van Hoeselt en toen de parochie kort na 963 aan het Sint-Maartenskapittel te Luik werd geschonken, was zij al zelfstandig.

## Demografische ontwikkeling
- Bronnen:NIS, Opm:1831 tot en met 1961=volkstellingenr

## Bezienswaardigheden
- Tumulus van Vechmaal
- Sint-Martinuskerk
- Hoeve Henisdaal
- Mergelgrotten Groeve Henisdaal
- Sint-Pieterskapel, een romaanse kapel
- Kasteel van Heurne
- Enkele oude boerderijen, waaronder gesloten hoeven

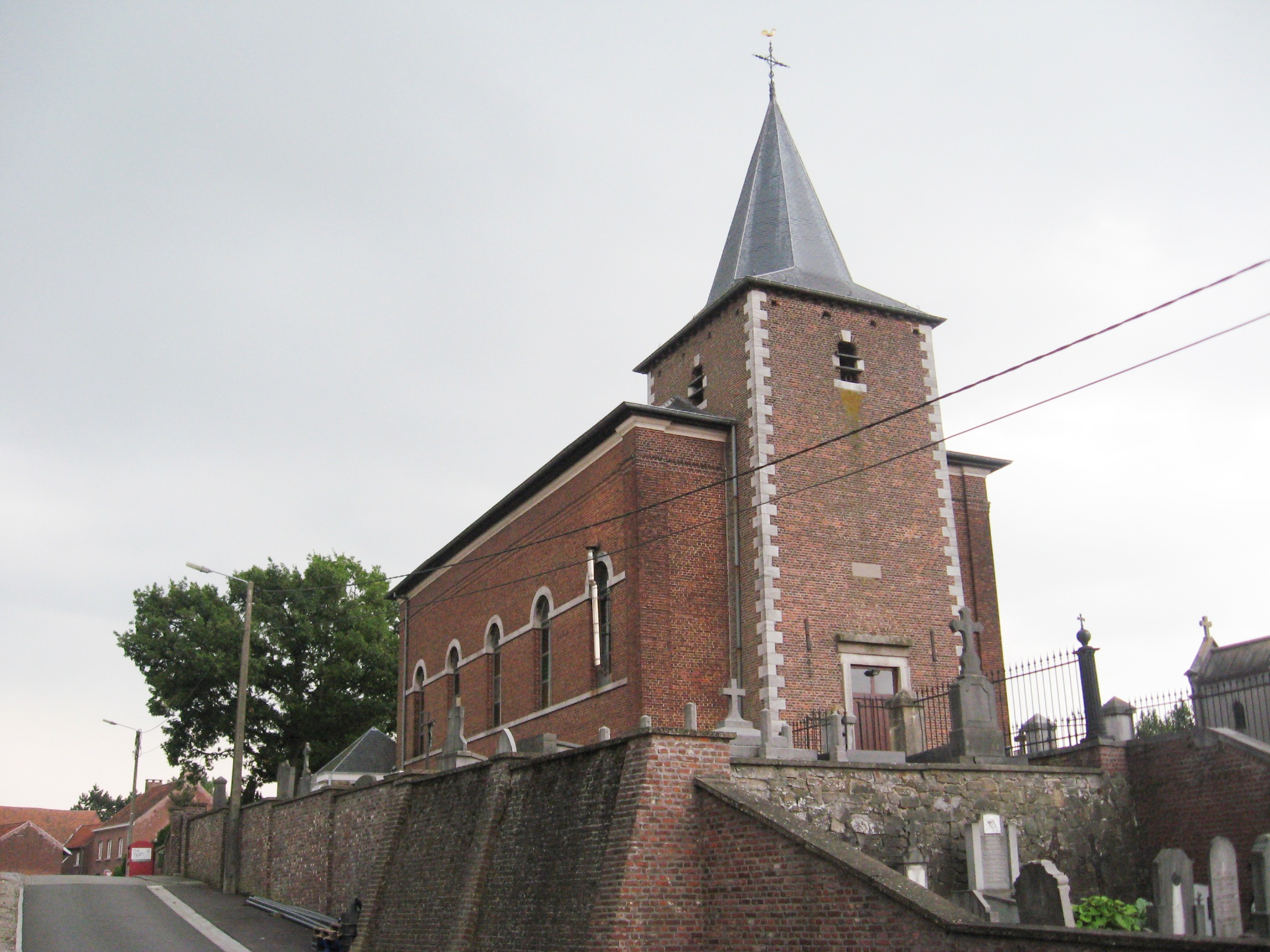
Sint-Martinuskerk
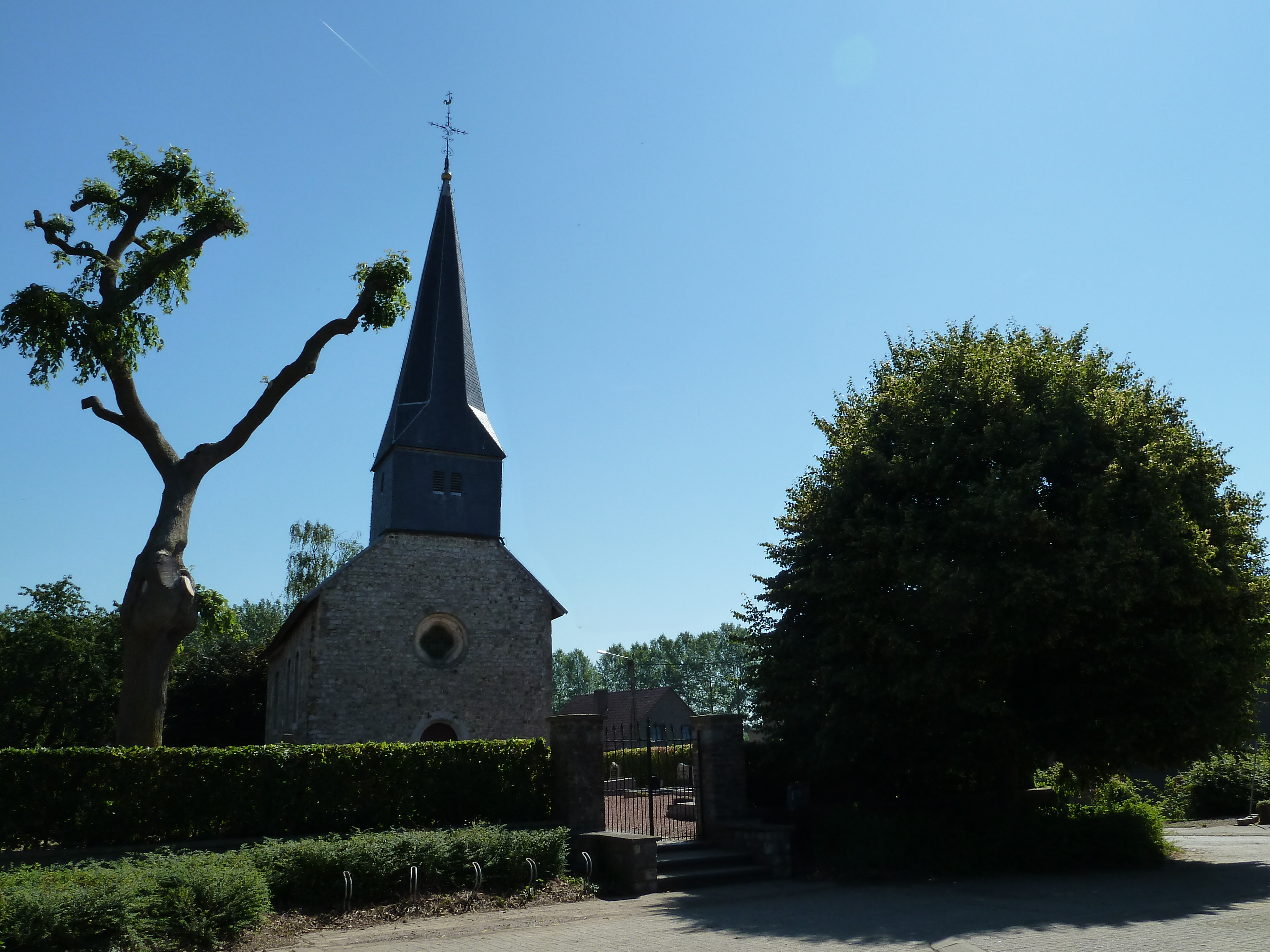
Sint-Pieterskapel met kerkhof
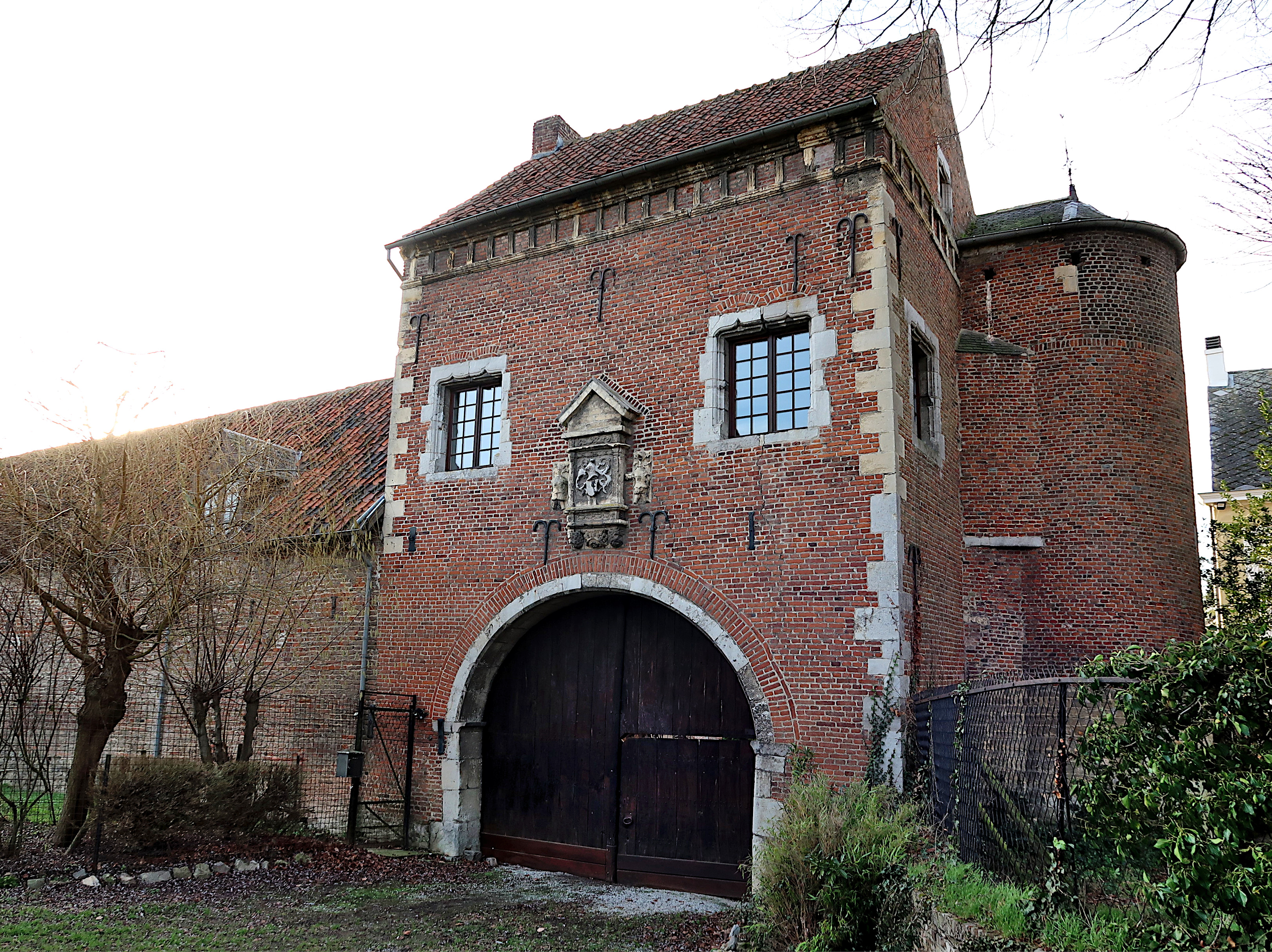
16de-eeuws poortgebouw van Hoeve Henisdaal
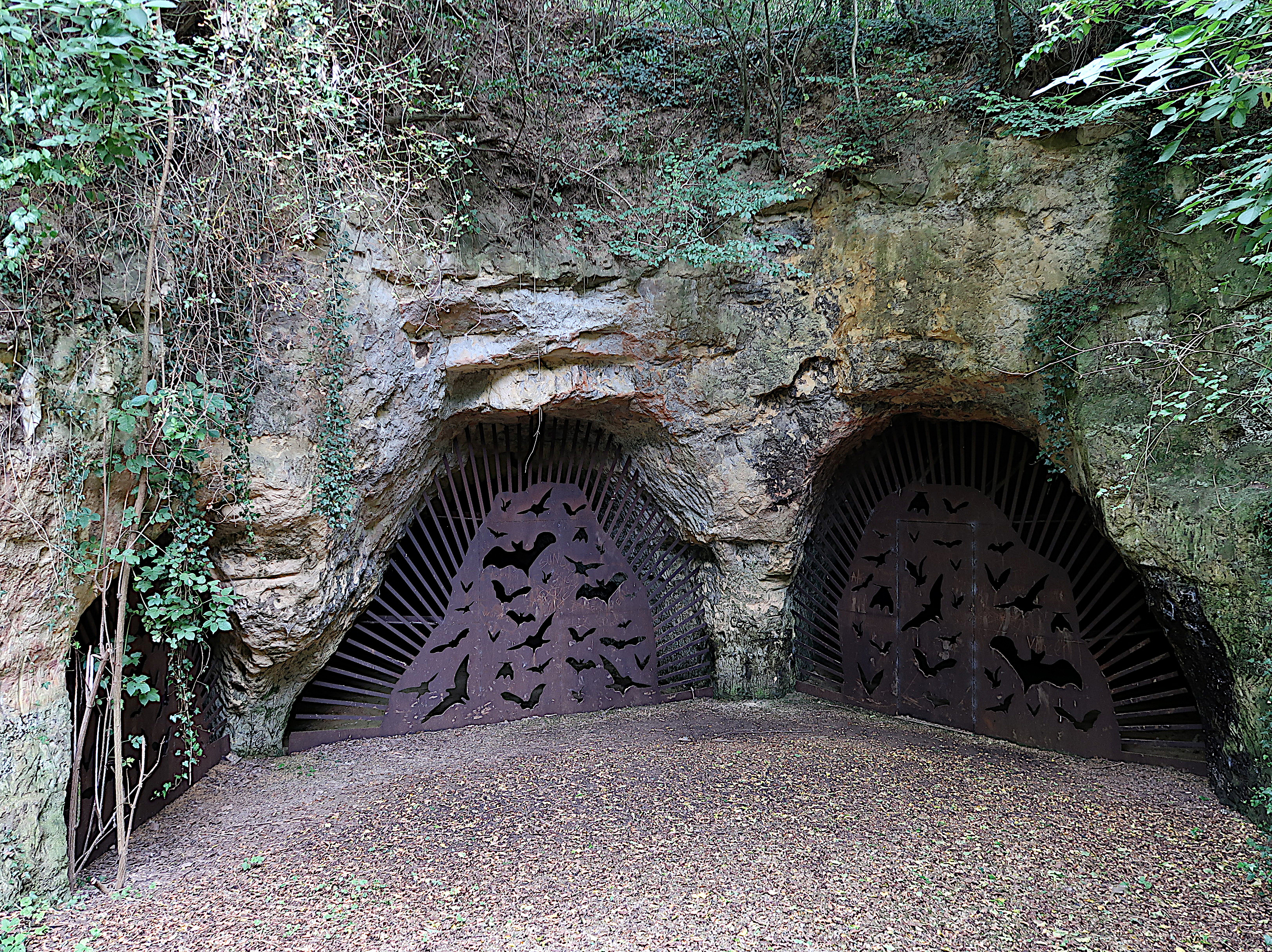
Vroegere mergelgroeve Waterkuil Henisdaal
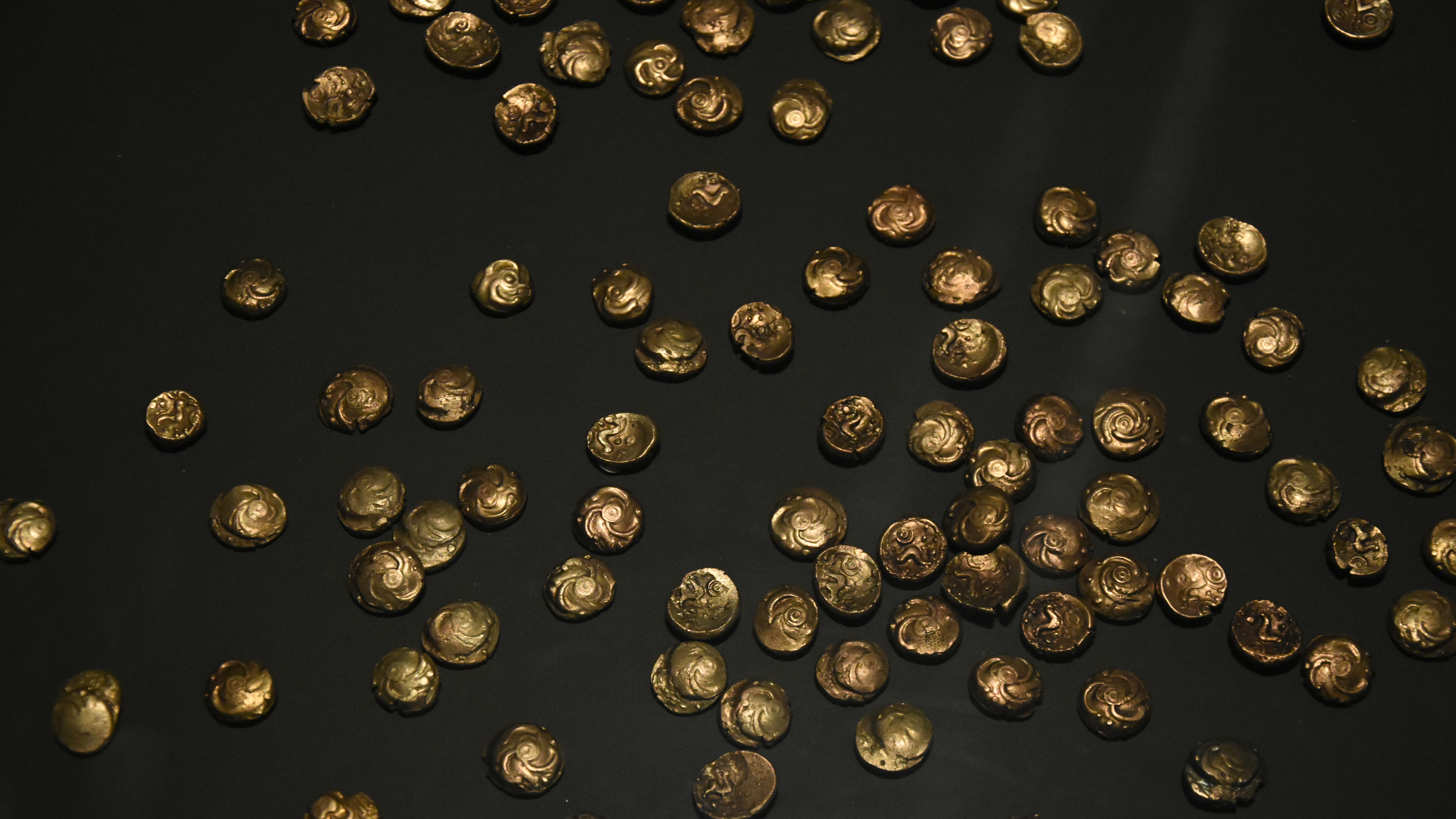
Staters (goud, 55 v.Chr.) van de Eburonen, gevonden in Vechmaal - Gallo-Romeins Museum (Tongeren)

## Natuur en landschap
Vechmaal ligt nabij de waterscheiding van het stroomgebied van Maas en Schelde, die hier tevens ongeveer de taalgrens vormt. Het is gelegen in droog-Haspengouw. De hoogte varieert van 125 meter in het zuiden tot 70 meter in het noordwesten. Nabij het centrum van het dorp liggen drie bronnen van de Herkebeek.
De Groeve Henisdaal, ten zuidoosten van de dorpskom, is een cultuurhistorisch belangrijke ontginning van mergelsteen, die daar vrijwel dagzoomt, en tegenwoordig ook een belangrijk natuurgebied.
In het beekdal bevinden zich boomgaarden en weilanden, terwijl op de hoger gelegen delen de akkerbouw wordt beoefend. Vooral tarwe en suikerbiet wordt er tegenwoordig geteeld.

## Nabijgelegen kernen
Sint-Pieters-Heurne, Heks, Bommershoven, Widooie, Lauw, Wouteringen